# Mack et Ro
Mack et Ro est un groupe canadien de musique country, créé officiellement en 2017 au Québec. 
Le duo est composé de Kaven Brassard (chant et percussions) et d'André Richard (chant et guitare).

## Histoire
Dès octobre 2014, une première pièce révélatrice pour le groupe est créée ; la chanson Romaine est écrite. Par la suite, de nouvelles compositions sont effectuées et l'élan du duo de compositeurs les amène rapidement vers une vingtaine de pièces originales. C'est ainsi qu'en novembre 2016, le duo de cousins souhaite présenter quelques-unes de leurs œuvres à des artistes tout en demeurant dans l'ombre comme auteurs-compositeurs. Le nom Mack & Ro devient alors le nom officiel du groupe.
Après avoir essuyé deux refus de collaboration et reconsidéré le rôle effacé d'auteurs-compositeurs, le groupe décide de pousser l'enregistrement de maquettes pour en sortir un premier album indépendant en tant qu'auteurs-compositeurs-interprètes. Afin d'assurer une continuité avec leurs compositions francophones, le groupe décide d'utiliser le nom Mack et Ro. C'est donc en septembre 2017, tout juste avant le Festival western de Saint-Tite, qu'un premier simple est mis sur le marché. Il s'agit de la pièce titre de l'album qui paraîtra le 8 juin 2018 et dont le titre est Romaine.
Avec la sortie officielle de l'album et de ses onze chansons originales, un deuxième simple arrive sur le marché radiophonique, Allez, monte. La pièce a d'ailleurs été l'objet d'un premier vidéoclip pour le groupe.
En septembre 2018, un troisième extrait de l'album Romaine s'amène sur les radios. La pièce Elle est belle obtient une belle reconnaissance du milieu. C'est à l'occasion du 51e Festival western de Saint-Tite que le groupe remporte un premier prix en carrière, le Prix Étoiles Stingray Musique. La pièce Hey! Albert est consacrée meilleure chanson country western traditionnelle en 2018. Un peu plus tard, l'album Romaine se positionne en 10e position des ventes d'albums country au Canada. 
En novembre 2018, Mack et Ro obtient une première apparition télévisuelle à l'émission Aller-retour country sur les ondes de MaTV. On y retrouve notamment l'animatrice et chanteuse country Karo Laurendeau ainsi que le très réputé chanteur Irvin Blais.
Au début de l'année 2019, la reconnaissance du milieu se fait sentir, notamment par la mise en candidature du duo en tant que finaliste pour un prix Arts Excellence en arts de la scène de Culture Mauricie. Par la suite, c'est au tour du Gala country de marquer l'apport du groupe. En effet, Mack et Ro devient finaliste pour les prix Découverte et Groupe de l'année 2019 et remportera, en octobre de la même année, le prix pour le Groupe de l'année.

## Membres du groupe
- Kaven Brassard : chant et percussions
- André Richard : chant et guitare

## Discographie
- Romaine - single (2017)[7]
- Romaine - album (2018)[8],[9]
- Jolie Louise - single (2019)[10],[11]
- Noël s'en vient - single (2019)[12],[13]
- C'est la saison - single (2020)[14]

## Récompenses et nominations
| Année | Organisme        | Catégorie                                             | Résultat  |
| ----- | ---------------- | ----------------------------------------------------- | --------- |
| 2018  | Stingray Musique | Chanson country western traditionnelle - Hey! Albert, | Lauréat   |
| 2019  | Culture Mauricie | Création en arts de la scène de l’année               | Finaliste |
| 2019  | Gala Country     | Découverte de l'année                                 | Finaliste |
| 2019  | Gala Country     | Groupe de l'année,                                    | Lauréat   |